# 情熱のマリアッチ
「情熱のマリアッチ」（じょうねつのマリアッチ）は、氷川きよしの23枚目のシングル。2011年9月21日に日本コロムビアから発売された。

## 収録曲

### Aタイプ
出典→
1. 情熱のマリアッチ　[5:00]
  - 作詞：水木れいじ／作曲：水森英夫／編曲：伊戸のりお
2. 浮雲道中　[4:00]
  - 作詞：下地亜記子／作曲：伊藤雪彦／編曲：伊戸のりお
3. 情熱のマリアッチ(オリジナル・カラオケ)　[4:59]
4. 浮雲道中(オリジナル・カラオケ)　[4:00]
5. 情熱のマリアッチ(半音下げオリジナル・カラオケ)　[5:00]
6. 情熱のマリアッチ(半音下げオリジナル・カラオケ ガイドメロ入り)　[4:57]

### Bタイプ
出典→
1. 情熱のマリアッチ　[5:00]
  - 作詞：水木れいじ／作曲：水森英夫／編曲：伊戸のりお
2. 冬の月　[4:47]
  - 作詞：下地亜記子／作曲：杜奏太朗／編曲：伊戸のりお
3. 情熱のマリアッチ(オリジナル・カラオケ)　[4:59]
4. 冬の月(オリジナル・カラオケ)　[4:47]
5. 情熱のマリアッチ(半音下げオリジナル・カラオケ)　[5:00]
6. 情熱のマリアッチ(半音下げオリジナル・カラオケ ガイドメロ入り)　[4:57]